# Reginald al II-lea de Bar
Reginald al II-lea de Bar (în limba franceză: Renaut sau Renaud) (d. 25 iulie 1170) a fost conte de Bar și senior de Mousson de la 1149 până la moarte.
Reginald a fost fiul contelui Reginald I de Bar de Car și senior de Mousson, cu Giselle of Vaudémont.
În 1135, Reginald a participat la întâlnirea dintre Hugue de Metz și tatăl său. Reginald a participat la Cruciada a doua alături de tatăl său și de fratele său Theodoric în 1147. Pe drumul de întoarcere din cruciadă, tatăl său a murit.
Ca duce, Reginald a reluat războaiele cu inamicii tradiționali ai comitatului de Bar, ducele de Lorena și episcopul de Metz. Atacat în 1152, a reușit să fugă în abația de la Saint-Mihiel, după care a fost excomunicat. În 1170, Reginald a murit și a fost succedat de cel mai mare dintre fiii săi, Henric I de Bar, în calitate de conte de Bar și senior de Mousson.

## Căsătorie și urmași
Reginald a fost căsătorit în 1155 cu Agnes of Champagne (d. 1207), fiica contelui Theobald al II-lea, conte de Blois și conte de Champagne cu Matilda of Carinthia, și a avut următorii urmași: 
- Henric (1158–1190), conte de Bar
- Theobald I (1159/61–1214), conte de Bar
- Reginald (d. 1217), episcop de Chartres (1182–1217)
- Hugue, canonic în Chartres

1. 1 2 3 4 5 6 7 8 9 10 11  Medieval Lands, accesat în 9 februarie 2016